# Holdlovag
A Holdlovag, valódi nevén Marc Spector egy egyiptomi ihletésű kitalált szereplő, szuperhős és antihős a Marvel Comics képregényeiben. 

## Története
Első megjelenése a Werewolf by Night 32. számában volt 1975 augusztusában. A szereplőt Doug Moench író és Don Perlin rajzoló alkotta meg. A Holdlovagot a Werewolf by Night alkotópárosa a sorozat címszereplő vérfarkasának, Jack Russellnek az ellenfeleként hívta életre, de sikere miatt nemsokára önálló történetei is megjelentek, majd ezt követően saját sorozatot is kapott. A Holdlovagot kritikusai gyakran nevezik a Marvel Comics Batmanének.

## Eredete
Marc Spector, az egykori tengerészgyalogos a Bushman nevű zsoldosvezér jobbkeze volt, akivel Egyiptom és Szudán határában portyáztak. Mikor Spector rájött, hogy a rossz oldalon áll, fellázadt Bushman ellen, aki ezért a férfit a sivatag közepén hagyta, hogy a hőség végezzen vele. Spectornak az ősi egyiptomi holdisten, Khonszu adott új életet, hogy szolgálja őt, mint bosszúálló.
A Holdlovagnak első megjelenése óta több, hosszabb-rövidebb önálló képregényfüzete jelent meg és az évek során szűk, de hűséges olvasótáborra tett szert. Legemlékezetesebb történetei az 1980-as évek elején, Doug Moench író és Bill Sienkiewicz rajzoló közös munkája alatt születtek. A Holdlovag legújabb, negyedik sorozata 2006 áprilisában indult útjára Charlie Huston írói közreműködésével.

## A megjelenés története

### Megszületése a képregény bronzkorában
A Holdlovag első szereplése az amerikai képregények bronzkorában, 1975 augusztusában volt a Werewolf by Night 32. számában, melyben a zsoldos Marc Spectort a Bizottság nevű bűnszervezet azért bérelte fel, hogy fogja el nekik a vérfarkas Jack Russellt. A megbízással együtt jelmezét és Holdlovag nevét is a Bizottságtól kapta. Spector a kétrészes történet végén rájött, hogy Russell még vérfarkasként is emberibb mint a Bizottság gátlástalan tagjai és megbízói ellen fordult.
Ha a „főhősöd” egy szörny, az ellenfelei gyakran a valódi hősök. Vagy ez, vagy valaki/valami ami még annál is rosszabb mint a füzet címszereplője. Máskülönben ki más kockáztatná az életét, hogy harcba szálljon a vérfarkasokkal, vámpírokkal és élőholtakkal?
A történet írója, Doug Moench magyarázata szerint a Holdlovag tulajdonképpen csak a vérfarkas szemszögéből volt a történet gonosztevője. Az új szereplő neve eredetileg Vérhold lett volna, de Moench és a történet rajzolója, Don Perlin elvetették az ötletet, mivel a Marvel képregényekben nemrég több olyan szereplő is felbukkant akiknek a nevében a vér szó szerepelt. A Hold motívuma és a jelmez ezüstös színe egyaránt szimbolikusan a vérfarkashoz köthető; a szörnyeteggé való átalakulás kiváltója a Hold, a közhiedelemben pedig az ezüst a leghatásosabb fegyver a vérfarkasok ellen. A Holdlovag polgári nevét, a Marc Spectort Moench egyik ismerőse után kapta. Moench csak utólag tudta meg, hogy a Spector zsidó név, így valójában a véletlen eredménye, hogy a Holdlovag az egyik első zsidó álarcos igazságosztó lett, bár a szereplő magát a judaizmust nem gyakorolta. „Nagyszerűen festett – már akkor úgy éreztem, hogy valami jelentősebbe botlottunk, mint egy újabb WWBN gonosztevő.” – jegyezte meg később Moench.
Moench megérzése helyesnek bizonyult. Marv Wolfman, a Marvel akkori főszerkesztője beleegyezett, hogy a Lovag egy önálló történetben szerepeljen a Marvel Spotlight 28. és 29. számában (1976. június – augusztus). Mielőtt azonban saját önálló kalandjában szerepelhetett volna, Moench és Perlin, akik ismét együtt dolgoztak a történeten, úgy gondolták néhány kisebb-nagyobb változtatás szükséges a Lovagon. Mint minden szuperhősnek, neki is szüksége volt múltra, egy főhadiszállásra valamint egy hihető módszerre, amivel információkhoz juthat a bűnözőkről akikkel felveszi a harcot. Ez utóbbi vezetett a Lovag többszörös személyazonosságához a civil életben. A kétrészes történet főhőse elnyerte ugyan az olvasók tetszését, de ez még nem volt elég, hogy a Holdlovag saját sorozatot kaphasson. Önálló történetei 1978 és 1980 között a Hulk! című magazinban jelentek meg. Ezek közül a legdrámaibb a 17. és 18. számában jelent meg, melyben a Holdlovag egy kegyetlen sorozatgyilkos nyomába ered, akinek már számos ápolónő esett áldozatául. Spector barátnője, Marlene vállalta a csalétek szerepét, de a terv balul ütött ki és a nő is életveszélyesen megsebesült. A Holdlovag vadászni kezdett a gyilkosra, aki a Central Parkba menekült. Az üldözés során fény derült rá, hogy a gyilkos Marc Spector testvére, Randall. A testvérek közötti végső összecsapás során Randall életét vesztette. A parkban való vadászat során emlékképek voltak láthatóak, ahogyan Marc és Randall gyerekként hasonlóképpen vadásztak egymásra mikor cowboy-indiánosdit játszottak (Marc az indián volt). A történet érdekessége, hogy írója, Moench egyik későbbi interjújában úgy nyilatkozott, hogy gyerekkorában mindig rajongott az indiánokért és mikor barátaival játszott ő is inkább indiánnak öltözött mint cowboynak.
A következő négy év során a Holdlovag kikerült alkotóinak kezei közül és több sorozatban is vendégszerepelt. 1977 májusában, a Defenders 47. számában egy négyrészes történet erejéig csatlakozott az Oltalmazók csapatához. A Spectacular Spider-Man 22. és 23. számaiban, 1978 szeptemberében és októberében a Holdlovag és Pókember Ciklon ellen harcoltak. A Marvel Two-in-One 52. számában közös kalandban szerepelt a Fantasztikus Négyes egyik tagjával, a Lénnyel. Eközben a Hulk!-ban megjelenő történetek írója ismét Moench lett, rajzolója pedig két történet kivételével Bill Sienkiewicz. A történetek ismét számos dicsérő levelet kaptak, ami hozzásegítette a Lovagot, hogy saját képregényfüzetet kaphasson.

#### Az első sorozat
A Moon Knight első száma 1980 novemberében jelent meg, melynek írója Moench, első rajzolója pedig Sienkiewicz lett. A sorozat előtt megjelent számos vendégszereplés és önálló történetek révén az olvasók már jól ismerhették a Lovagot. Az egyetlen ami még hiányzott a szereplő eredettörténete volt, melyre az első számban derült fény. Az egyiptomi jelleg ekkor vált részévé a Holdlovagnak. Moench már gyermekként is érdeklődött az egyiptomi mitológia és művészet iránt, később pedig ókori szobrok másolatait is gyűjteni kezdte. Ezt a fiatalkori rajongását adta hozzá teremtményéhez.
Az első számtól kezdődően Marc Spector meg volt győződve róla, hogy Khonszu, az ősi egyiptomi hold- és bosszúisten adott neki új életet és választotta ki, hogy szolgálja őt a Földön. Ez azonban sem az első szám képsoraiból, sem pedig az első sorozat további történeteiből nem nyert egyértelmű megerősítést. Khonszu létezését és jelenlétét csupán az a kőszobor testesítette meg, mely lábainál Spector „életre kelt”. A sorozat mellékszereplői Spectorral ellentétben nem hittek Khonszuban és úgy gondoltákk, hogy mindez csak Spector fejében létezik. Spector Holdlovagként nem mérhetetlen erejű szuperbűnözőkkel, hanem az utca embereit rettegésben tartó gyilkosokkal, bűnbandákkal és tolvajokkal szállt szembe. A komor és lehangoló realitás mellett a szereplőt körülvevő misztikus légkört azonban erősítette, hogy néhány történetben megmagyarázhatatlan dolgok történtek Khonszu szobrának jelenlétében, bár maga a holdisten mindvégig néma marad. Spector rögeszmésen hitt istene létezésében, mely súlyos személyiségproblémákhoz is vezetett, legelőször a Moon Knight 10. számában. Mint Marc Spector szinte soha nem szerepel a történetekben, mindig csak három újonnan kialakított személyiségét használta, Marc Spectornak még az emlékét is megpróbálta kitörölni.
A Holdlovag sorozata 1982 januárjában, a 15. számtól kezdődően egyike lett azon három Marvel lapnak, melyeket a kiadó kísérleti szándékkal közvetlenül kezdett értékesíteni. Ez a gyakorlatban azt jelentette, hogy az olvasók ettől fogva az érintett képregényeket már nem vásárolhatták meg bármelyik újságosstandnál, kizárólag képregényboltokban és előfizetés útján juthattak hozzá. Ezzel a korlátozással a Moon Knight egy igen hűséges, de ugyanakkor jóval szűkebb olvasótáborra tett szert.
Moench és Sienckiewicz talán egyik legemlékezetes közös munkája a sorozat 26. számában megjelent „Üsd!” (Hit It!) volt. A történet egy erőszakos, gyermekkorában sokszor bántalmazott férfiról szólt. Moench az eredetileg hétoldalas történetet háttéranyagnak szánta Sienckiewicz viszont rajzaival több mint duplájára bővítette egy egész önálló történetté. Az abban az időben igen rendhagyónak és szokatlan számító központi téma, a gyermekbántalmazás ellenére a szerkesztők nem emeltek kifogást a megjelentetése ellen. Ebben valószínűleg az is közrejátszhatott, hogy csúszásban voltak a leadási határidővel. Moench-et Pennsylvaniából hívták vissza New Yorkba, hogy írja meg a teljes szöveget a történethez. Moench egy későbbi interjújában úgy emlékezett vissza erre, hogy valósággal kitépték a legépelt oldalakat az írógépéből, hogy a beíró elhelyezhesse a kész szöveget a képkockákban és hogy az anyagot este hétre le tudják adni. Sienckiewicznek egyben személyes ügye is volt a történetet, mivel gyermekkorában őt magát is bántalmazták. „Ő így küzdötte le a démonait. Azt mondta megkönnyebbült mikor befejezte, és büszkébb volt rá mint bármi másra az addigi pályafutásában.” – mondta Moench. A történet az olvasók körében is pozitív visszajelzéseket váltott ki.
A csökkenő olvasószám következményeképpen, mely azonban a füzethez való korlátozott hozzáférhetőség ellenére sem volt rossznak mondható, a 31. szám után a lap a korábban havi megjelenése kéthavira változott. A Moon Knight eredeti alkotópárosa még a sorozat vége előtt elhagyták azt. Elsőként Bill Sienkiewicz, aki a 30. számon dolgozott utoljára. Sienkiewicz-et Kevin Nowlan, Mike Hernandez, Marc Silvestri, Richard Howell és Bob McLeod rajzolók követték, akik hosszabb-rövidebb dolgoztak a sorozaton.
Kicsit fura volt, mert nyilvánvalóan az ő (Bill Sienkiewicz) szereplője volt. Ez mindig kellemetlen érzés, hacsak nem a saját ötleteid alapján egy másik irányvonalat adsz a szereplőnek, ami így egyedi lesz a számodra. Számomra, a Holdlovag olyan volt mint egy diszkont-Batman, és nem érdekelt maga a szereplő, vagy a mellékszereplők vagy bármi vele kapcsolatos. Egyszerűen nem érdekelt a dolog. Nem is kellett volna elfogadnom mikor felajánlották.
Moench a 33. számig maradt, távozását követően Tony Isabella két számnak volt az írója. Moench nemcsak a Holdlovagot hagyta el, de a Marvel Comics-tól is kilépett. Ennek oka, hogy súlyos nézetkülönbségek léptek fel közte és a Marvel akkori főszerkesztője, Jim Shooter között a sorozatok és azok szereplőiknek további sorsa kapcsán. Moench nem volt egyedül, ebben az időben a Marvel több munkatársa is elhagyta a kiadót és a kiadó nagy riválisához, a DC-hez szerződött. A 36. számtól Alan Zelenetz és Bo Hampton rajzoló lett a sorozat állandó alkotópárosa. A Moon Knight szerkesztője, Denny O’Neil úgy nyilatkozott, hogy új irány kívánnak adni a Holdlovag történeteinek.
A Marvel számos bűnüldöző szuperhőssel rendelkezik, ezért azt szeretnénk, ha a Holdlovag történetei inkább a természetfelettire összpontosítanának.
Zelenetz a misztikus irányvonal mellett szerette volna felderíteni a Holdlovag személyazonosságai közötti kapcsolatot, hogy például ki is valójában Steven Grant és miért menekül Marc Spector elől. Annak ellenére, hogy Zelenetz és Hampton csupán három számon dolgozhatott együtt, többé-kevésbé sikerült is elérniük a kitűzött célokat. A 36. számban megjelent misztikus történetben Doktor Strange segítette a Holdlovagot egy ősi egyiptomi szellem legyőzésében. A 37. és 38. számban Zelenetz Spector fiatalkorát mutatta be egy ugyancsak okkult elemekben bővelkedő történetben, melynek végén Spectornak sikerült megbékélnie múltjával. Zelenetz és Hampton közös munkája a Moon Knight 38. számával, 1984 júliusában ért véget a sorozat megszűnésével. Az utolsó számban O’Neil bejelentette, hogy néhány hónap múlva a Holdlovag megújult sorozatában fog visszatérni.

### A Holdlovag a képregény modern korában

#### Khonszu ökle és aBosszú Angyalai
A Holdlovag második sorozata 1985 júniusában indult útjára Moon Knight: Fist of Khonshu címen, melynek azonban csak hat száma jelent meg. A sorozat rendszeres írója Alan Zelenetz, rajzolója Chris Warner volt. Mellettük íróként Mary Jo Duffy, rajzolóként Larry Hama és Alan Kupperberg is közreműködött. – A Holdlovag az előző feltűnése óta úgy határozott, hogy visszavonul bűnüldözői pályafutásától és ismét eredeti nevét, a Marc Spectort kezdte használni a mindennapokban. Hogy végképp elvágja a Khonszuhoz fűződő szálakat, az isten korábban féltve őrzött szobrát árverésre bocsátotta. Spectorral azonban röviddel ezután telepatikusan felvette a kapcsolatot a holdisten három papja, és Marcnak ismét magára kellett öltenie a Lovag jelmezét. A rövid sorozat meglehetősen különbözött elődjétől és szakított annak hagyományaival. Khonszuról kiderült, hogy az igazság és az élet védelmezője, Spectornak pedig a sorozat folyamán a papok által kiadott küldetéseket kellett teljesítenie. Felszerelését a titokzatos papoktól kapott ókori egyiptomi, bár korántsem autentikus fegyverekre cserélte le. Moench eredeti koncepciójától eltérően a Lovag esténként, a Hold fázisaitól függően emberfeletti erőre tett szert. A sorozat korábbi mellékszereplői, akik szerves részét képezték a történeteknek csak néha tűntek fel egy-egy képkockán. A második sorozat utolsó szám 1985 decemberében jelent meg, írója Jim Owsley, rajzolója Mark Beacham volt.
A Fist of Khonshu végét követően a Lovag következő jelentősebb szereplése a West Coast Avengers 21. számában volt 1987 júniusában. A West Coast Avengers írója ekkor Steve Engelhart volt. A Holdlovag a Lost in Space-Time című történet közepén csatlakozott a cselekményéhez, melyben a Bosszú Angyalai Nyugati Parti Tagozatának néhány tagja az ókori egyiptomban esett fogságba. Spectort Khonszu utasította, hogy adjon át egy üzenetet a csapat a jelenben maradt tagjainak, majd ezt követően ő maga is visszautazott a múltba. Az időutazásos kaland után a Lovag a sorozat 25. számában hivatalosan is csatlakozik a Bosszú Angyalai Nyugati Parti Tagozatához. A csapattagokkal azonban nem volt felhőtlen a kapcsolata, mivel Spector gyakran halálos módszerei nem voltak összeegyeztethetőek a Bosszú Angyalai alapelveivel. A West Coast Avengers történetei során Khonszu Spector testébe költözve gyűjtött emberi tapasztalatokat és néha maga is aktívan közreműködött az eseményekben ha érdeke úgy kívánta. A West Coast Avengers 41. számában (1989. február) kiderült, hogy az egyiptomi isten tudat alatt utasította Spectort, hogy lépjen be a csapatba és az valójában nem Spector döntése volt. A Holdlovag ezután elhagyta a csapatot és Tigrát, akivel futó viszonyba kezdett az Angyaloknál töltött rövid pályafutása alatt.

#### A harmadik sorozat
Négy hónappal azután, hogy a Holdlovag megvált a Bosszú Angyalaitól, újra saját füzetet kapott melynek első száma 1989 júniusában jelent meg Marc Spector: Moon Knight címen. A sorozat első alkotópárosa Charles Dixon író és Sal Velluto rajzoló lett. Doug Moench egyik interjújában úgy nyilatkozott, hogy a Marvel egyik szerkesztője őt is megkereste telefonon az új sorozattal kapcsolatban. A Marvel azt szerette volna, hogy a Holdlovag visszatérjen az eredeti sorozat hangulatához és ehhez kerestek írókat. A szerkesztő azonban nem emlékezett arra, hogy Moench maga alkotta meg a szereplőt, csak arra hogy ő volt régen az egyik írója. Moench sértőnek érezte, hogy másokkal versenyezzen abban, hogy ő tudja „eredetibben” megírni a történeteket és lecsapta a telefont. Moench többször is kijelentette, hogy nem szereti, ha mások írják az általa megalkotott szereplők kalandjait, és nem is nagyon olvassa őket.
A Holdlovag kalandjain való munkám nagyon frusztráló volt. 24 számon keresztül nem voltam képes irányt találni a szereplő számára. A szerkesztőm sem volt túl nagy segítségemre ebben. Mindig abba az irányba terelt amerre éppen a szél fújt.
Dixon munkásságát a sorozaton valóban ez jellemezte. A történetek próbáltak közelíteni az eredeti sorozatéhoz, de a valódi folytonosság az egyes események között hiányzott. A második sorozatban bemutatott három Khonszu-pap eltűnt, csakúgy mint az ősi fegyverek. A régi mellékszereplőket Dixon újakkal próbált helyettesíteni. A negyedik számban (1989. szeptember) tűnt fel Éjfél, az első sorozat egyik gonosztevőjének, az Éjféli Tolvajnak a fia, aki rövid időre a Holdlovag kéretlen ifjú társa lett. Nem sokkal később, a 19. számban Éjfél a Titkos Birodalom szervezet fogságába esett, Spector pedig azt hitte, hogy a fiú meghalt az összecsapás során. Éjfél megpróbáltatásait a Titkos Birodalom fogságában Dixon távozásáig, a Moon Knight 24. számáig egy mellékszálon mutatta be a sorozat, függetlenül a Holdlovagot érintő cselekményektől. Dixon szerette volna jobban kiemelni Marc Spector zsidó származását, valamint azt a különös tényt, hogy származása ellenére egy egyiptomi isten kölcsönözte neki erejét. Erről azonban egyik szerkesztője lebeszélte (Dixon író munkássaga alatt a sorozat szerkesztői Tom DeFalco, Carl Potts és Danny Fingeroth voltak).
A 25. számban megjelent, A múlt szelleme (Ghost of the Past) című történet írója Howard Mackie volt, melyben a Holdlovag a Szellemlovassal vett részt egy közös kalandban. A Szellemlovas szereplése Mackie történetében nem volt véletlen, az író egy évvel korábban, 1990 májusában alkotta újra a szereplőt a Marvel számára és indította el annak második sorozatát. Mackie nem maradt sokáig a Moon Knight írója, a 25. szám után már csak 32. és 33. számban tért vissza a sorozathoz.
A Moon Knight 26. számával John Marc DeMatteis lett a sorozat írója és Ron Garney rajzoló is ekkor csatlakozott az alkotói csapatához. DeMatteis hatrészes Vörös megváltás (Scarlet Redemption) című történetének a központjában Marc Spector mellett, egy korábbi történet hányattatott életű antihősnője, Scarlet Fasinera állt. A két szereplő múltja és gondolatai közel egyenlő arányban és hangsúllyal jelentek meg a cselekmény folyamán. DeMatteis néhány régen látott mellékszereplőt, így Spector régi informátorát, Crawleyt és Gena Landerst is visszahozta a sorozatba, még ha csak néhány képkockán szerepeltek is.
DeMatteis a sorozattól való távozása után Mackie egy kétrészes történetnek volt a szerzője, melyben a Lovag Pókemberrel vette fel a harcot a Vészmanó ellen. Pókember vendégszereplését viszonozva Holdlovag is egyik főszereplője volt az Amazing Spider-Man 353. számában kezdődő hatrészes Round Robin: A csatlós bosszúja (Round Robin: The Sidekick’s Revenge) című crossover-történetnek. A címben szereplő csatlós a Titkos Birodalom által kiborggá alakított Éjfél volt, a Holdlovag egykori ifjú társa, aki időközben fogvatartói és új gazdái ellen is fellázadt. Pókemberen és Holdlovagon kívül a történet szereplője volt a Megtorló, Nova és Éjcsép is. A történet írója Al Milgrom, rajzolója Mark Bagley volt.
A Moon Knight 34. számban egyetlen történet erejéig visszatért a harmadik sorozat első írója, Charles Dixon. A 35. számtól Terry Kavanagh lett a sorozat rendszeres írója egészen annak végéig. A Vértestvérek (Blood Brothers) című négyrészes bemutatkozó története a Hulk! című magazinban megjelent 1979-es történet retconja volt, melyben Marc Spectornak sorozatgyilkos testvérével, Randall Spectorral kellett megküzdenie. Az 1979-es történet végén Randall meghalt. Kavanagh története felülírta a korábbi eseményeket, mely szerint Marc valójában nem is testvérével harcolt, hanem annak egy hasonmásával. Randall azonban most valóban visszatért Marc életébe és megszállottan magának követelte Khonszu kegyeit. A történet, hasonlóan az 1979-ben megjelent történethez, Randall halálával végződött azzal a különbséggel, hogy a férfivel ezúttal a Megtorló végzett.
Kavanagh munkássága a sorozaton több változást is hozott a Holdlovag számára. Az első történet eseményei következtében Frenchie, Spector veterán segítőtársa és legközelebbi barátja lebénult, Marlene, Spector barátnője pedig kilépett a sorozatból. A Lovag korábbi kevlár-szövet öltözete helyett könnyű páncélt öltött magára. A sorozatban egyre több vendégszereplő tűnt fel, mint például a Megtorló, Pókember, Gambit és a Marvel-univerzum más népszerű hőse. Garney távozása után több rajzoló is váltotta egymást, köztük Gary Kwapisz, James W. Fry III., Stephen Platt és Fred Haynes. A sorozat a 41. számtól a 44-ig az Infinity War című crossover része volt, melyben Spectornak démoni hasonmásával kellett megküzdenie. A nagymértékű változások, melyek egyre jobban elidegenítették a Lovagot attól, akit Moenc és Perlin majd két évtizeddel azelőtt megalkotott, a régi olvasóközönség nemtetszését váltotta ki. Sarra Mossoff néhány számmal a sorozat vége előtt, az 54. számával lett a Moon Knight szerkesztője, melynek során a sorozat kezdte levetni az olvasók által kifogásolt elemeket. A Moon Knight: Marc Spector végül a 60. számmal, 1994 márciusában ért véget. Az utolsó számban Spector feláldozta az életét, hogy megmentse barátait a Seth Phalkon elleni küzdelemben.

#### Feltámadás
A Moon Knight: Marc Spector 1994-es megszűnése után a Holdlovag négy év múlva tért vissza önálló képregényfüzetben. 1998 januárja és áprilisa között jelent meg a Moon Knight: Resurrection War címet viselő négyrészes minisorozat. A minisorozattal nemcsak a Lovag, de annak megalkotója, Doug Moench is visszatért, akinek 15 év után először volt ismét alkalma, hogy a Holdlovag kalandjain dolgozhasson. A sorozat rajzolója Tommy Lee Edwards volt. A történetben Khonszu ismét feltámasztotta Spectort, hogy megküzdjön egy másik ősi egyiptomi isten, Széth kiválasztottjával, a Fekete Kísértettel. Moench korábbi írásaira jellemzően, azonban itt ismét megkérdőjeleződik, hogy Khonszu valóban létezik e. A történet egyik központi szereplője a Holdlovag régi ellenfele, az álomdémon Morpheusz, így felmerül az a lehetőség is, hogy Spector valójában soha nem is halt meg, és az előző sorozat egyes eseményei csupán a démon illúziói voltak. 1999 februárjában egy újabb négyrészes minisorozat jelent meg Moench közreműködésével és Mark Texeira rajzaival. A High Strangeness című történet egy hiba folytán a képregényborítón High Strangers címen jelent meg.
A Holdlovag rendszeres szereplője volt a 2000 júliusa és 2001 szeptembere között megjelenő Marvel Knights című sorozatnak. A rövid életű képregényfüzet írója Charles Dixon, rajzolója Eduardo Barreto volt. Dixon megfogalmazása szerint a sorozat egy „anti-csapat füzet” volt, melyben a Fenegyerek és a Fekete Özvegy tipikusan magányos, másokkal szinte összeférhetetlen hősökből állított össze csapatot. A Holdlovag a negyedik számban tűnik fel először, de a történetekben általában csak mellékszereplőként jelent meg. A Fenegyerek névtelen csapata a sorozat utolsó számában feloszlott.

#### A negyedik sorozat
Már 2005-öt megelőzően is keringtek hírek a Holdlovag visszatéréséről, de Joe Quesada, a Marvel főszerkesztője csak a 2005 júliusában megrendezett Comic-Con harmadik napján árult el részleteket a Moon Knight: The Bottom névre keresztelt minisorozatról. Ezek között szerepelt a minisorozat leendő alkotói csapatának kiléte; Charlie Huston író és David Finch rajzoló. David Finch a Marvel alkotók új nemzedékének tagja már 2003-óta dolgozott a kiadónál. Charlie Huston noir-regény író számára viszont ez volt az első találkozása a képregényekkel, mint alkotó munkatárs. Hustont a kiadó nem kifejezetten a Moon Knight sorozat megírására kérte fel, a tárgyalások során több sorozat is szóba jött, de miután felmerült ez a lehetőség is a választás egyértelművé vált Huston számára. Az író ugyanis, saját bevallása szerint, gyerekkorában nagy rajongója volt Moench eredeti sorozatának. Ezzel együtt azonban 20 éves lemaradása volt a szereplővel kapcsolatban amit pótolnia kellett.
Az én fejemben a Holdlovag története magában foglalja a Fist of Khonshu a Marc Spector és a West Coast Avengers sorozatokat egyaránt. De hat füzetben nincs elég hely, hogy mindegyikre kitérjek. Ebben a fejezetben szinte kizárólag az eredeti Moench sorozattal foglalkozok. Ez lehetőséget biztosít számomra, hogy érintsem a Holdlovag háttértörténetét és bevonjam az új olvasókat. Úgy érzem anélkül is nyugodtan bekapcsolódhat bárki, hogy akár egyetlen Holdlovag történetet is olvasott volna, mert minden információ benne van amit tudnia kell.
A Holdlovag alkotója, Doug Moench, akinek köztudottan erős ellenérzései voltak az őt követő alkotók munkái iránt, egy interjújában azt mondta, hogy kellemesen meglepte Huston ismerete és tisztelete a szereplő iránt és hogy nála nem is kerülhetett volna jobb kezekbe az új sorozat. 2005 decembere elején Quesada bejelentette, hogy az előzetes tervekkel ellentétben az új Moon Knight havi rendszerességgel megjelentő sorozat lesz az előzőekben bejelentett hatrészes minisorozat helyett.
Ez a sorozat az egyik legismertebb hőst fogja faragni belőle a Marvel-univerzumban… (…) Teljesen keményvonalas. Senki nem akar majd kikezdeni vele. A Fenegyerek Hello Kitty ehhez a Holdlovaghoz képest.
Huston úgy érezte, hogy a Holdlovag az idők során „üres lappá” vált, amivel az éppen aktuális író azt kezdett, amit akart. Éppen ezért az új sorozat első történetében egy tiszta hátteret és személyiséget kívánt adni a szereplőnek. Maga a történet címe, a The Bottom vagyis a „legmélyebb pont” tulajdonképpen Marc Spector testi és lelki állapotára utalt. Huston új sorozata pontosan meg nem meghatározott idővel játszódik azután, hogy a Holdlovag utoljára feltűnt a képregények lapjain. Az egykori hős azóta a mély önsajnálatba merült és magába zárkózott. A múlt eseményei emlékképek formájában rajzolódnak ki. Spector térde egy harc során, melyet Bushmannal vívott súlyosan megsérült és azóta tolószékbe kényszerült. Fájdalomcsillapítókon él, vagyonát és régen oly erős hitét Khonszuban elveszítette, barátait pedig elüldözte maga mellől. Spectornak a hatrészes történet végére sikerül felülkerekednie az önsajnálatán, de teljes testi és lelki gyógyulása még ennek ellenére is kérdéses maradt. A sorozatba visszatértek Moench egykori mellékszereplői, de az elmúlt évek során ők is változáson mentek keresztül. Huston ismét felszínre hozta Spector személyiség-problémáját, melyet ötvözött a titokzatos holdistennel. Az emlékképekből kiderül, hogy Spector a harc során, mikor sérüléseit szerezte, meggyilkolta régi ellenfelét, Bushmant. Khonszu most a halott és megcsonkított Bushman képében kísérti Spectort, de hasonlóan Moench történeteihez, itt sem lehet tudni, hogy valóban a holdisten beszél Spectorhoz, vagy csak a férfi képzeli azt.
Huston új sorozata jóval több erőszakot és véres jelenetet tartalmaz mint a Holdlovag korábbi füzetei és a cselekmény is jóval sötétebb hangvételű. Ez a közeg azonban valójában soha nem volt idegen a szereplőtől. Huston egy interjújában meg is jegyezte, hogy bár Marc Spector „nem gyilkos”, mégis, valahogy minden bűnöző aki szembekerült vele meghalt, még ha nem is közvetlenül az ők keze által. A Marvel szuperhőseit megosztó 2007-es Polgárháború című crossover története csak érintőlegesen volt hatással Huston sorozatára. A crossover eseményei alatt Spector nem foglalt állást sem a szuperhősök regisztrációs kötelezettségét támogató Vasember, sem pedig az azt ellenző Amerika Kapitány oldalán. A polgárháború végén a regisztráció támogatóiknak sikerült érvényesíteniük akaratukat, de a csatározások áldozatait figyelembe véve győztesei nem voltak a háborúnak. A sorozat 13. számában Marc Spector is regisztráltatatta magát a törvény előírása szerint, de nem meggyőződésből, hanem azért, hogy minél nagyobb szabadsággal folytathassa bosszúhadjáratát a bűnözők ellen Khonszu nevében.
A 2007 decemberében megjelenő 13. szám egyben az utolsó is volt, melyen Charlie Huston mint író dolgozott, a sorozatot Mike Benson televíziós forgatókönyvíró vette át. Az eredeti tervek szerint Huston csak egy hatrészes minisorozat írója lett volna, ami végül egy havi rendszerességgel megjelenő sorozatra bővült, melyet Huston már nem tudott huzamosabb ideig összeegyeztetni egyéb elkötelezettségeivel. Ennek ellenére Huston szeretett volna továbbra is részt vállalni az általa újraindított sorozatban, mint társ-író. Közben kiderült, hogy a két író alig 15 percre lakik egymástól, így lehetőségük nyílt a szorosabb együttműködésre. Huston és Benson egy interjúban elmondták, hogy heti rendszerességgel összeülnek és egy kávé mellett megvitatják a történet további alakulását.
Tudod, a tévében az írok amit akarok és szinte csak az adott sorozat korlátai kötnek meg. Ha szeretik a nézők, az már elég is. Itt viszont sokkal nagyobb tisztelet van bennem Doug Moench és Charlie írásai iránt, gyakorlatilag ez ösztönöz a munkára. Amit ők alkottak, Chalie és Doug, az volt amiért rákaptam a Holdlovagra. Lehet, hogy egyenesen gyűlöltem volna amit más írók csináltak volna, szóval megpróbálok úgy gondolkodni mint egy rajongó. „Mit szeretnék szívesen olvasni?”

## Az olvasók visszatérő kérdései

### Lemásolt Batman?
A Holdlovagot számos kritika érte, miszerint a DC Comics nagy sikerű szereplőjének, Batmannak egy átdolgozott változata. – Batman és a Holdlovag egyaránt éjszaka tevékenykedő bűnüldözők, mindketten milliomosok, nincsenek emberfeletti képességeik, melyet különleges felszerelésükkel ellensúlyozzák. Doug Moench, aki később Batman sorozatán is dolgozott a DC-nél, több interjúban is úgy nyilatkozott, hogy a szereplő megalkotásakor nem állt szándékában, hogy egy Batman imitációt alkosson. A Holdlovag eredetileg egy vérfarkas ellenfelének készült félig hős, félig bűnöző volt, és ez határozta meg a szereplő „éjszakai” jellegét. Ugyan mindkét szereplő jómódú, a Holdlovag hátteréhez ez a részlet csak az első megjelenése után közel egy évvel adódott hozzá. Moench visszaemlékezése szerint a szóbeszéd a hasonlóságokról akkor kapott szárnyra, mikor Bill Sienkiewicz lett a történetek rajzolója. Sienkiewicz stílusa ugyanis nagyban hasonlított Neal Adams Batman-rajzaihoz.
Az 1990-es évek elején, a Marc Spector: Moon Knight sorozat megjelenése alatt a Holdlovag több Batmant idéző jegyet is felvett. Ezek közé tartozott egy ifjú társ, a 4. számban feltűnt Éjfél megjelenése, bár ő nem lett a Lovag állandó segítőtársa mint Robin Batmané. Frenchie, a Holdkopter pilótája egyre kevesebb szerepléshez jutott a Holdlovag új, egyszemélyes repülőgépének, az Angyalszárnynak a megjelenése után a 27. számban. Az Angyalszárny igen nagy hasonlóságot mutatott Batman Batwing nevű repülőgépével, sőt néhány képkocka erejéig még a Batmobil „Holdlovagos változata”, a Holdmobil is bemutatkozott.

### Ezüst vagy fehér?
Gyakran visszatérő kérdés, hogy valójában milyen színű is a Holdlovag ruházata. A Doug Moench – által írt történetekben többször is szerepel a „fekete és ezüst” jelző az öltözék leírásakor. „…egy fekete és ezüst lidérc, akit Holdlovagnak hívnak.” – olvasható például a Moon Knight 5. számában. Moench elmondása szerint az ezüst a Hold fényére utal, és ez teszi egyedivé a szereplőt. Az persze, hogy ki milyennek, ezüstnek vagy éppen fehérnek látja a Hold fényét, egyéntől függ. Mivel a fényes, ragyogó felületek ábrázolásának határai vannak a matt képregénylapokon, a színezők a kezdetektől fehéren hagyták a Holdlovag öltözékét, külön Moench kérésére. A valódi ezüstös szín először a High Strangeness című minisorozatban volt felfedezhető, melynek színezője Steve Ouff volt. A szubjektív látásmód természetesen nemcsak az olvasókra, de a füzet alkotóira is jellemző. Charlie Huston, a 2006-ban újraindított Moon Knight sorozat első írója úgy nyilatkozott, hogy őt kamaszként mindig zavarta, hogy míg a – szövegben ezüst szerepelt, addig az öltözék a képeken fehér volt. Huston az új sorozatban fehérnek írta le a ruhát, és ennek okát interjúkban és magában az új sorozat első számban is kifejtette.
…nem azért viselem a fehér színt, hogy elrejtőzzem. Hanem azért, hogy lássák ha jövök. Hogy tudják ki az. Mert mikor meglátják a fehért színt, már nem számít milyen jó célpont vagyok. A kezük annyira reszket, hogy még a Holdat sem találnák el.

## Marc Spector

### Eredettörténet

Marc Spector feltámadása Khonszu szobra előtt. (Moon Knight #1, rajz: Bill Sienkiewicz)

A volt tengerészgyalogos Marc Spector a Bushman nevű zsoldosvezér jobbkeze volt, akivel Szudán és Egyiptom határán portyáztak. Spector idővel megelégelte, hogy Bushman élvezetből öl és a civileket sem kíméli, így azt tervezte, hogy otthagyja a zsoldosokat. Bushman eközben értesült róla, hogy amerikai régészek a közelben egy ősi egyiptomi sírt tártak fel, és a gazdag zsákmány reményében megtámadta őket. A vezető régész, dr. Peter Alraune szembeszállt – Bushmannal, ezért Bushman hogy példát statuáljon, meggyilkolta az idős régészt. Mikor Bushman a falubelieket is elkezdte kivégezni, Spector rátámadt Bushmanra, de esélye sem volt ellene. Bushman bosszúból a sivatag közepén hagyta Spectort, hogy a hőség és a szomjúság végezzen vele. Spectorra néhány helybeli talált rá, és rejtekhelyükre, a régészek által megtalált III. Széthi sírjába vitték. Spector azonban addigra már halott volt, legalábbis a helybeliek halottnak hitték, de kis idő elteltével az ősi holdisten, Khonszu szobra előtt feléledt. Spector úgy gondolta, hogy a holdisten keltette új létre, és hogy ő lett Khonszu bosszúálló avatárja. Magára öltötte a holdisten szobrát díszítő ezüstös palástot és Bushmant saját főhadiszállásán támadta meg, nem kímélve a zsoldosvezér emberinek életét sem, Bushmannak azonban sikerült megszöknie. Spector ezután visszatért az Egyesült Államokba és Holdlovag néven bűnüldözői karrierbe kezdett.

#### A megelőző évek
Ellentétben a legtöbb képregényszereplővel, Marc Spector eredettörténete jóval első szereplése után született meg. Bűnüldöző pályafutását megelőző életéről már korai történeteiben is számos részletre derült fény. Doug Moench, a Holdlovag megalkotója visszafelé haladva az időben tárta az olvasók elé Spector múltját. 1975-ös első szereplése alkalmával, a Werewolf by Night 32. számában derült ki, hogy Spector nyolc évig szolgált tengerészgyalogosként, majd pedig rövid ideig a CIA alkalmazásában állt. Zsoldosként megjárt három afrikai háborút és öt dél-amerikai forradalmat. Moench jelentősebb részleteket Spector múltjáról négy évvel később, a Hulk! 17. számában fedett fel, mely szerint Spector a CIA-nál töltött ideje alatt testvérével, Randall-lal együtt dolgozott, aki azonban elárulta a szervezetet és még Marc-ot is meg akarta ölni. Marc Spector valódi eredettörténete, hogy hogyan vált a Holdlovaggá, csak egy év múlva, a Moon Knight első számából derült ki.
Spector gyermekkorának és fiatal éveinek történetét már nem Moench, hanem a Holdlovag első sorozatának utolsó írója, Alan Zelenetz teremtette meg. Az 1984-es Moon Knight 37. számában Marc visszaemlékezéséből derült ki, hogy szülei a második világháború elején menekültek a holokauszt elől az Egyesült Államokba és Chicagóban telepedtek le. Apja, Elias Spector rabbi, hazájában köztiszteletnek örvendő ember volt, Chicagoban viszont csak egy számkivetett lett, aki a szegénység és a mindennapi megaláztatások ellenére hűséges maradt hitéhez. Elias végül a teológiai tanszéken kapott megbecsült, de alulfizetett állást. Azt szerette volna, ha Marc egyszer majd a helyébe lép, mint rabbi, de fia megelégelte a szegényes és megvetett életet. Pénzért kezdett bokszolni és egy alkalommal, mikor apja egy meccsen megpróbált a lelkére beszélni, Marc indulatból megütötte őt. Kettejük kapcsolata ekkor szakad meg végképp, Elias kitagadta őt, Marc pedig belépett a tengerészgyalogságba.
Az 1980-as évek elején, az elsősorban Doug Moench által megalkotott háttéren és eredettörténeten a Holdlovag negyedik sorozatának első írója Charlie Huston végzett jelentősebb változtatásokat 2006-ban. Huston magát a történet elemeit gyakorlatilag érintetlenül hagyta, csupán időben helyezte közelebb őket 2006-hoz, ahogyan azt Warren Ellis is tette Vasember történetével egy évvel korábban. Huston változatában Spector 1985-ben lépett be a tengerészgyalogságba és Közép-Amerikában, Boszniában és Észak-Afrikában vett részt bevetéseken. 1987-ben leszerelték, mivel megütötte egy feljebbvalóját, mely után 1991-ig zsoldosként tevékenykedett Bushmannal. Az öbölháború idején átrepültek Egyiptomba, hogy II. Széthi sírjának újonnan feltárt kamráiból szerezzenek zsákmányt maguknak. Az ott történet incidens valószínűleg megegyezik Moench eredeti változatával, Huston erre nem tért ki részletesen.

### A négyarcú ember
Marc Spector más szuperhősöktől eltérően nem csak kettő, hanem négy személyazonossággal is rendelkezik. A sivatagban való feltámadása és az Egyesült Államokba való visszatérése után nemcsak az álarcos igazságosztó, a Holdlovag személyazonosságát öltötte magára, hanem másik kettőt is, melyet a civil életben és nyomozásai során használt. A zsoldosként összegyűjtött vagyonából teremtette meg Steven Grantet, a nagyvilági milliomost. Információit a bűnözőkről mint Jake Lockley, a szemfüles taxisofőr szerezte. Ezek a személyazonosságok már a Marvel Spotlight 28. számában, a Lovag első önálló kalandjában megjelentek és váltak részéve a későbbi sorozatnak.
A taxisofőr – szükségem volt valakire, aki az utcán füleseket tud szerezni, hogy mi folyik az alvilágban. A zsoldos – ez adta számára a hátteret és nekem a lehetőséget, hogy időről időre a földgolyó különböző  pontjain keveredhessen kalandokba. És ki állja mindezért a cehhet? Egy milliomos akinek telik egy főhadiszállásra ahol a helikoptert és más eszközöket elrejtheti.
A szereplő első megjelenésétől egészen 1984-ig, az első sorozat végéig valódi nevét csak egy-egy történetben használta, általában olyanokban, melyek kapcsoltban voltak zsoldosként eltöltött éveivel. Magánéletben a gondtalan Steven Grant bőrébe bújt. A különböző személyazonosságok idővel személyiségzavarhoz is vezettek, Spector már szinte azt sem tudta kicsoda valójában. Ezen barátai segítségével sikerült felülkerekedni, de az újabb visszaesés réme többször is visszatérő eleme lett a későbbi történeteknek.
Miért van Spectornak ennyi személyazonossága? Ez a fickó teljesen őrült! Annyira gyötri és kínozza a múltja, hogy egy nem elég neki, hogy megbirkózzon vele. Szüksége volt rá, hogy ezeket a bűnöket megossza Steven Grant, Jack Lockley és Holdlovag között. Az ördögbe is, az eredeti sorozatban el sem akarta ismerni, hogy ő Marc Spector. Halottnak tekintette, és a legsötétebb pillanatai azok voltak, mikor feltűnt valaki és szembesítette a múltjának ezen részével.
Az első sorozat utolsó, 38. számában, egy kétrészes történet befejező részében Spectornak sikerült megbékélni múltjával és ismét a Marc Spector nevet kezdte használni. Ez az állapot egészen 1994-ig tartott, a Marc Spector: Moon Knight sorozat utolsó számáig, melyben Terry Kavanagh végzett a szereplővel. 1998-ban Doug Moench író visszatért, hogy feltámassza a Holdlovagot a Resurrection War című minisorozatban. A történetben Spector halottaiból tért vissza, és úgy gondolta, hogy Marc Spectort továbbra is hagyja békében nyugodni és ismét a Steven Grant nevet kezdte használni a civil életben, valamint a Jake Lockleyt az utcán való információszerzéshez.
Moench 1999-es második minisorozata, a High Strangeness után Spector csak vendég- vagy mellékszereplőként tűnt fel más képregényfüzetekben, mint Holdlovag. Korlátozott számú megjelenéseiből csupán annyi derült ki, hogy már a legtöbb bűnöző és bűnüldöző egyaránt tisztában volt vele, hogy Marc Spector nem halt meg (illetve visszatért az életbe) és hogy Spector a Holdlovag. A Marvel Knights című sorozatban a Fenegyerek meg is jegyezte: „Valószínűleg a mi köreinkben a te személyazonosságod a legrosszabbul őrzött titok.” A Charlie Huston által 2006-ban újraindított sorozatban Spector újra a saját személyazonosságát használja, bár előfordul hogy egyes szereplők megszokásból az álnevei egyikén szólítják.

### Képességei és készségei
Marc Spector több éves harci tapasztalattal rendelkezik mint képzett tengerészgyalogos és szabadúszó zsoldoskatona. Jártas a különböző lőfegyverek használatában és a test-test elleni küzdelemben. Álarcos bűnüldözőként főleg testi erejére, ügyességére hagyatkozik. A katonai és zsoldos évei során használt lőfegyverek hiányoznak bűnüldözői eszközkészletéből.
Doug Moench eredeti változatában a Holdlovag nem rendelkezett emberfeletti képességekkel. Pontosabban a legelső megjelenésekor, a vérfarkas Jack Russell harapása nyomán éjszakánként szert tett némi extra testi erőre a vérfarkas-vírus hatására, de ez nem jelent meg hangsúlyosan a sorozatban és a Moon Knight 6. számára már teljesen eltűnt. Spector Alan Zelenetz Fist of Khonshu című rövid életű sorozatában, valamint a West Coast Avengers-ben való szereplései alkalmával átmenetileg valódi természetfeletti eredetű erőre tett szert. A holdfázisoktól függően Spector testi ereje emberfeletti mértékben megnőtt, melynek tetőpontját telihold idején érte le. A West Coast Avengers 30. számában a Bosszú Angyalai és a Holdlovag egy olyan dimenzióba kerültek, ahol az égboltot számtalan hold borította. Ennek következtében a Lovag testi ereje is addig nem tapasztalat méreteket öltött.
Dr. Depford: Maga nem közönséges ember, bűnüldöző volt emberfeletti képességekkel és azok nélkül is. Kíváncsi vagyok. Milyen érzés volt? Többnek lenni mint ember. Milyen volt?

Spector: A képességek. Azokat… túlértékelik. Önelégültté tesznek. Hanyaggá. És emiatt emberek sérülnek meg.

### Felszerelése és fegyverzete
A Holdlovag elsődleges fegyvere holdsarló alakú dobócsillagai. Első megjelenése alkalmával, a Werewolf by Night 32. és 33. számában ezeken a dobófegyvereken kívül fémtüskékkel kivert caestust is bevetett a Jack Russell elleni küzdelemben. Későbbi megjelenései alkalmával a Holdlovag már nem viselte ezt a fegyverét. Moench és Don Perlin úgy gondolták, hogy ez a fegyver túl drasztikus lenne közönséges bűnözők ellen. A caestus ugyan többet már nem szerepelt a Lovag fegyvertárában, viszont néhány alkalommal, mint például a Moonk Knight 25. számában a Fekete Kísértet ellen, vagy Charlie Huston 2006-os új sorozatában, egy hasonló fegyvert, egy szintén fémtüskékkel felszerelt bokszert vetett be. Állandó fegyverei közé tartozott a rövid harci bot, valamint a kampós kötél, illetve később ezek kombinációja.
A rövid életű második sorozat alatt Alan Zelenetz újraalkotta a szereplőt és a Holdlovag egyiptomi gyökereihez közelebb álló ősi fegyverekkel ruházta fel. A holdsarló alakú dobófegyvereket dobó-szkarabeuszok váltották fel. Legkülönlegesebb fegyvere egy méretes ankh-kereszt lett, mely figyelmeztette a Lovagot ha élete veszélyben forgott. A dobókések, a bumeráng és a bola szintén itt szerepeltek először. A valóságban azonban ezeknek a fegyvereknek a döntő többsége az ősi Egyiptomban nem volt használatos, illetve ismert. Ezt a hibát később Steve Englehart javította ki a West Coast Avengers sorozatában. A retcon szerint ezeknek a fegyvereknek egy részét a csapat vezetője, Sólyomszem készített és adta Khonszu papjainak egy időutazásos kaland során.
A Marc Spector: Moon Knight sorozat több új fegyverrel is gazdagította a Lovag fegyvertárát, lecserélve a második sorozatban megjelenteket. A nuncsaku és a bó-bot itt szerepeltek először. A bó-bot a 25. számában egyesült az adamantiumból készült új harci bottal. A 38. számtól kezdődően a szereplő görcsös modernizációja révén a Holdlovag átmenetileg egy Vasemberéhez hasonló, de könnyebb szerkezetű páncélt öltött. Dobócsillagait már nem kézzel, hanem a csuklójára erősített szerkezettel lőtte ki. A Holdlovag ezen megújításának kísérlete sem volt hosszú életű és még a harmadik sorozat vége előtt visszatért a klasszikus megjelenéséhez.

### Járművei
A helikopter, melynek tulajdonságai ideálissá tették a városon belüli gyors bevetésekre, a Holdlovag sorozatok egyik elengedhetetlen kellékévé vált és az évek során több változata is szerepelt a képregényfüzetekben. A helikopterek pilótája Spector régi bajtársa és barátja, Frenchie volt. A Werewolf by Night 32. és 33. számában egy egyszerű Bell 47H típusú gép szerepelt, a későbbi magyarázatok szerint ezt a gépet Frenchie és Spector csak külön erre az akcióra bérelte, hogy megtévesszék a Bizottságot. Második helikoptere, mely leginkább egy hatalmas légyre emlékeztetett a pilótafülkét borító búra miatt, a Werewolf by Night utáni és önálló sorozata közötti vendégszereplései és más füzetekben megjelenő saját történeteiben volt látható, mint például a Hulk! magazin számaiban. A Moon Knight első számának megjelenése alkalmából a sorozat alkotói egy teljesen új, fektetett holdsarló formájú gépet terveztek a Holdlovag számára. Ez a modell szintén csak rövid ideig, a Moon Knight 7. számáig állt szolgálatban, mikoris lezuhant. A harmadik, oldalára állított holdsarló alakú modell a 10. számban mutatkozott be és egészen az első sorozat végig szolgálta a Holdlovagot. A Marc Spector: Moon Knight első számában a második modell külalakját mintázó, de modernebb kivitelű gép mutatkozott be. A 2006-ban indult negyedik sorozat számaiban több Holdkopter modell is látható volt Spector hangárában, de bevetésekre a fektetett holdsarló alakúval indult. Hogy ez egy újabb modell vagy még a harmadik sorozatban szerepelt típus, nem tudni. Miután az új sorozat első történetéből kiderült, hogy Frenchi elveszítette lábait és visszavonult a bűnüldözéstől, a Holdlovag új pilótája Gena már időközben felnőtt fia, Ray lett.
A helikopterek mellett a Marc Spector: Moon Knight 27. számától kezdődően több alkalommal is szerepelt a Holdlovag egy egyszemélyes repülőgépe, az Angyalszárny, melyet ő maga vezetett.

## A sorozat mellékszereplői
Az egykori szerencsevadász, Jean-Paul DuChamp, becenevén Frenchie együtt szerepelt a Holdlovaggal annak első megjelenésekor a Werewolf by Night 32. számában, 1975 augusztusában. Frenchie Spector legközelebbi barátja volt, akivel még Afrikában ismerkedett meg zsoldos évei alatt. Frenchie az évek folyamán kitartott barátja mellett és segítette bűnüldözői tevékenységében, általában mint a Holdkopter pilótája. Mikor a Holdlovag negyedik sorozata 2006-ban újraindult, Charlie Huston író egy jelentősebb változtatást is végrehajtott a szereplőn. Az ő retconja szerint Frenchie homoszexuális, aki mindvégig szerelmes volt Spectorba, ezért is tartott ki mellette annyi éven át. Spector azonban ezt nem is sejtette. Huston története belátást enged az 1999-es minisorozat, a High Strangeness, és a negyedik sorozat között zajlott eseményekre is. Frenchie a két sorozat között valamikor egy – bevetés során elveszítette mindkét lábát és visszavonult a bűnüldözői pályáról.
Míg Frenchie a harcmezőn, addig Marlene elsősorban a magánéletben támasza Marc Spectornak. Marlene Alraune kicsivel Frenchie után, a Marvel Spotlight 28. számában, a Holdlovag első önálló történetében jelent meg először. Marlene dr. Peter Alraune lánya, annak a régésznek, akit Bushman gyilkolt meg Afrikában egy ásatás közelében, és mely események révén Marc Spector Holdlovagként született újjá. Marlene Spector örök szerelme, bár a nő már több alkalommal elhagyta őt, de eddig mindig újra egymásra találtak.
Crawley és Gena az utca emberei, akikkel Spector Jake Lockley taxisofőr szerepében ismerkedett meg. Mindketten szintén a Marvel Spotlight 28. számában tűntek fel, csakúgy mint a sorozat legtöbb mellékszereplője. Crawley egy hajléktalan volt, és Gena törzsvendége a nő brooklyni Gena’s Diner étkezdéjében. Spector információi az utcán történtekről elsősorban Crawleytól származtak, aki mindent látott és hallott. Gena két fia, Ray és Ricky gyakran teljesített veszélytelenebb feladatokat Spector számára.
Scarlet Fasinera (Stained Glass Scarlet) egy hányattatott életű nő, aki korábban arra kényszerült, hogy megölje egyetlen fiát, akiből gátlástalan bűnöző lett. Azóta egyfajta vezeklésképpen bűnözőket gyilkol, nem törődve az ártatlan áldozatokkal sem.
Az Árnyékkabinet (Shadow Cabinet) a Marc Spector: Moon Knight 39. számában szerepelt először. A Spector által létrehozott társaság különböző társadalmi rétegekből származó, különböző hátterű és munkakörű embereket tömörített magába. Az Árnyékkabinet életre hívásának célja a gyors és hatékony információszerzés volt, a társaság összeköttetései behálózták New York városát az utcától egészen a politikai és tudományos körökig.

### Ellenfelek
A Holdlovag legrégebbi és leghalálosabb ellenfele a kegyetlen zsoldosvezér, Bushman volt, aki a Moon Knight első számában szerepelt először. Raoul Bushman ironikus módon közvetlenül volt felelős érte, hogy Marc Spectorból Holdlovag lett. Bushman az egyik leggyakrabban visszatérő gonosztevője volt a Holdlovag különböző sorozatainak. A Charlie Huston által 2006-ban újraindított sorozatban fény derült rá, hogy Spector egy kegyetlen harc során végzett Bushmannal.
A Bizottság (The Committee), egy gazdag üzletemberekből álló csoport jóval a Holdlovag megjelenése előtt, már a Werewolf by Night 10. számában is szerepelt. A Holdlovag első megjelenése alkalmával a Werewolf by Night 32. számában ők bérelték fel Spectort, hogy fogja el a vérfarkas Jack Russellt. A Moon Knight 4. számában egy retconból derült ki, hogy Spector és Frenchie maguk intézték úgy, hogy a Bizottság felbérelje Spectort és így a szervezet közelébe férkőzhessenek. A Bizottság soha nem bocsátotta meg Spector árulását, illetve trükkjét, hogy soraik közé férközzön és többször is megpróbálták ezért meggyilkolni őt.
Morpheusz, az álomdémon a Moon Knight 12. számában szerepelt először. Robert Marham kromoszómái egy ismeretlen betegség következtében lebomlottak. A férfit egy kísérleti gyógyszerrel kezelték, aki ennek következtében testileg és mentálisan is átalakult. A gyógyszer hatására krónikus álmatlanságban kezdett szenvedni és pszichózis lett úrrá rajta, mely fizikai formában, úgynevezett „ében energiában” testesült meg.
Carson Knowles Fekete Kísértet (Black Spectre) néven a Holdlovagot mintául véve alakította ki saját megjelenését, és mintegy lett a Lovag sötét hasonmása. Legelőször a Moon Knight 25. számában szerepelt.

## A Holdlovag a Marvel alternatív valóságaiban
A Marvel más szereplőihez hasonlóan a Holdlovagnak is számos énje létezik a Marvel-multiverzum párhuzamos valóságaiban. A Marvel koncepciója szerint ezek az ének ugyanolyan valósak, mint a Marvel mainstream univerzumában, besorolás szerint a 616-os Földön létező. Ezek az alternatív ének a What If című sorozat egy-egy történetének is szereplői voltak.
A Holdlovag legtöbb alternatív valóságokban élő énje az Infinity War című crossover részeként megjelent Marc Spector: Moon Knight 42. számában jelent meg 1992-ben. A történetben a Holdlovag gonosz alakmása, Holdárny az uralma alá akarta hajtani az egész multiverzumot, és ezért megpróbálta magába olvasztani az alternatív világok összes Holdlovagját. Mikor Spector megakadályozta, hogy Holdárny ezt egy gépezet segítségével egyszerre vigye véghez, a démoni énje világról világra járva, nyomában Spectorral, próbálta bekebelezni azokat.
A meglátogatott világokban feltűnt alternatív Holdlovagok legtöbbje a DC Comics Batman figuráján alapultak, ráadásul néhányukat még ugyanazok a rajzolók is készítették el, aki egykor az adott Batman füzeten is dolgoztak. Skyline City védelmezője, Sötét Hold az, A Sötét Lovag visszatér című DC történetben megjelenő Batman alapján készült. Sötét Hold jelenetének rajzolója Klaus Janson volt. Kelley Jones rajzolta meg Holdkarmot, a Holdlovag vámpír megfejelőjét. A szereplő a DC Elseworlds (Másvilágok) című sorozatában megjelenő vámpír Batmanen alapult. Félhold és Szürke Szárny rajzolója Norm Breyfogle volt, a Batman: Holy Terror egykori alkotója. Holdember és Holdfiú alakját Dick Sprang 1950-es és 1960-as évekbeli Batman képregényei ihlették, Mr. Spectorét pedig Will Eisner The Spirit képregényei. Rajtuk kívül még számos Holdlovag-változat is megjelent, melyekhez szintén más képregényszereplők szolgáltak mintául. A 42. szám végére Holdárny a multiverzum összes Holdlovagját magába olvasztotta, kivéve a 616-os Föld Holdlovagját és Holdembert. Ezt a tényt azonban a Marvel későbbi írói nem vették figyelembe és a Holdlovag addig ugyan még nem szerepelt, de elvileg már nem létező új alternatív énje 1992 után is megjelentek több sorozatban és történetben (Earth X, Újvilág, House of M, Marvel Zombies).

## Megjelenése a képregényeken kívül
A Holdlovagnak a képregényfüzetek lapjain kívül csak néhány megjelenése volt a Marvel franchise keretei között. A ToyBiz több Holdlovag-akciófigurát is kiadott különböző sorozatok részeként.
A 2006-ban megjelent Marvel: Ultimate Alliance videójáték Wii, Xbox 360 és PlayStation 3 kiadásaiban választható karakter, míg a játék PC-s kiadásában egy patch segítségével válik hozzáférhetővé. A játékban a Holdlovagnak Phil LaMarr kölcsönözte a hangját.

### Televíziós sorozat
A félig vámpír, félig ember Marvel-szereplő Penge főszereplésével készült 2006-os Blade: The Series című televíziós sorozat pilot epizódjában az egyik szereplő említett Marc Spector nevét, mint a „vérfarkasok szakértőjét”. A San Diegóban megrendezett 2006-os Comic-Con a rajongók ezzel kapcsolatban is intéztek kérdéseket a sorozat alkotóihoz. David Goyer és Geoff Johns úgy nyilatkoztak, hogy valóban felmerült az ötlet a szereplő bemutatására a sorozatban, de ez végül nem valósult meg.
A Marvel 2006 októberének végén jelentette be, hogy a Marvel Studios és a No Equal Entertainment megállapodást között egy közös televíziós sorozat létrehozásáról, melynek címszereplője a Holdlovag lesz.

## Ajánlott kiadványok
- Moon Knight #15, 1982. január – Shades of Moon Knight: Doug Moench írása a Holdlovag megalkotásáról (angolul)
- Moon Knight #18, 1982. április – The Many Phases of Moon Knight: a Lovag megjelenése egészen a kezdetektől (angolul)
- Moon Knight #27, 1983. január – dokumentáció: a Holdlovag helikopterei (angolul)
- Official Handbook of the Marvel Universe: Marvel Knights 2005, 2005. február – dokumentáció: Holdlovag (angolul)
- Civil War Files, 2006. szeptember (angolul)
- Civil War: Battle Damage Report, 2007. március (angolul)

### Interjúk
- Axel Alonso editing Moon Knight[halott link] – interjú Axel Alonsoval, a Moon Knight egyik szerkesztőjével (angolul)
- ‘Moon Knight’ gets a new ‘Entourage’ – Mike Benson interjú (angolul)
- For Khonshu and Country: Benson talks “Moon Knight” – Mike Benson interjú (angolul)

Charlie Huston interjúk
- Huston talks Moon Knight – Newsarama interjú (angolul)
- Dark Side of the Moon Knight: Huston talks "Moon Knight: The Bottom" – Comics Book Resources interjú Archiválva 2007. július 3-i dátummal a Wayback Machine-ben (angolul)
- In the Scope: On "The Bottom" with Charlie Huston – PopCultureShock interjú (angolul)
- Charlie Huston: shining light on Moon Knight – Comixfan interjú (angolul)
- Huston: To the Moon Knight! – The Pulse interjú (angolul)
- Comic Geek Speak Episode 97 – Comic Geek Speak podcast interjú (angolul)
- Waxing Moon Knight: Huston talks "Moon Knight" – Comics Book Resources interjú Archiválva 2007. július 3-i dátummal a Wayback Machine-ben (angolul)
- ‘Moon Knight’ gets a new ‘entourage’ – Wizard interjú (angolul)
- ‘Moon’ over Charlie Huston – Wizard interjú (angolul)

### Magyar nyelvű rajongói fordítások
- A Moon Knight: Devided We Fall Archiválva 2007. december 24-i dátummal a Wayback Machine-ben egyrészes kiadvány rajongói fordítása a HálóZsák oldalán
- A Moon Knight 4. sorozatának rajongói fordítása a Független Képregényfordító Iroda oldalán